# 北海道道228号豊丘余市停車場線
北海道道228号豊丘余市停車場線（ほっかいどうどう228ごう とよおかよいちていしゃじょうせん）は、北海道余市郡余市町内を結ぶ一般道道（北海道道）である。

## 概要
起点からさらに奥に、余市ダムがある。

### 路線データ
- 起点：北海道余市郡余市町豊丘町
- 終点：北海道余市郡余市町黒川町5丁目（JR北海道 函館本線 余市駅）
- 総延長：11.397 km
- 実延長：9.887 km
- 重用延長：1.510 km

### 道路管理者
- 後志総合振興局 小樽建設管理部 余市出張所

## 歴史
- 1957年（昭和32年）3月30日 - 123号として路線認定[1]。
- 1994年（平成6年）10月1日 - 路線番号を228号に変更[2]。

## 路線状況

### 重複区間
- 国道229号（余市町沢町2丁目 - 余市町入舟町）
- 国道5号（余市町大川町4丁目 - 余市町黒川町4丁目）
- 北海道道753号登余市停車場線（余市町黒川町4丁目 - 余市町黒川町5丁目）

### 道路施設

#### 主な橋梁
- 大川橋（209 m、余市川、余市町入舟町 - 余市町大川町1丁目）

## 地理

### 通過する自治体
- 後志総合振興局
  - 余市郡余市町

### 交差する道路
余市町
- 北海道道378号余市港線 - 沢町2丁目
- 北海道道753号登余市停車場線 - 黒川町4丁目（重複）
- 国道229号 - 沢町2丁目
- 国道229号 - 沢町2丁目、舟町（重複）
- 国道5号 - 大川町4丁目、黒川町4丁目（重複）

### 沿線にある施設など
余市町
- 北海道余市紅志高等学校
- 円山公園
- 余市町立沢町小学校
- 余市警察署
- 余市町役場
- 後志総合振興局合同庁舎
- 余市税務署
- 北洋銀行余市支店
- JR北海道 函館本線 余市駅